# Suphalomitus okinavensis
Suphalomitus okinavensis är en insektsart som först beskrevs av Okamoto 1909.  Suphalomitus okinavensis ingår i släktet Suphalomitus och familjen fjärilsländor. Inga underarter finns listade i Catalogue of Life.